# Ríver AC (PI)
A Ríver Atlético Clube, vagy Ríver (PI) egy brazil labdarúgócsapat, melyet 1946. március 1-én alapítottak Teresina városában. A Piauiense állami bajnokság, valamint az országos bajnokság negyedosztály tagja.

## Sikerlista

### Állami
- 30-szoros Piauiense bajnok: 1948, 1950, 1951, 1952, 1953, 1954, 1955, 1956, 1958, 1959, 1960, 1961, 1962, 1963, 1973, 1975, 1977, 1978, 1980, 1981, 1989, 1996, 1999, 2000, 2001, 2002, 2007, 2014, 2015, 2016

## Játékoskeret
2014. szeptember 21-től
| # |     | Poszt | Név            |
| - | --- | ----- | -------------- |
|   | BRA | K     | César Luz      |
|   | BRA | V     | Amarildo       |
|   | BRA | V     | Cléber Carioca |
|   | BRA | V     | Rafael Araujo  |
|   | BRA | V     | Paulo Paraíba  |
|   | BRA | V     | Tote           |
|   | BRA | KP    | Rogério        |
|   | BRA | V     | Siderval       |
|   | BRA | V     | Bruno Lopes    |
|   | BRA | KP    | Thiago Marabá  |

| # |     | Poszt | Név         |
| - | --- | ----- | ----------- |
|   | BRA | KP    | Thiago Dias |
|   | BRA | KP    | Esquerdinha |
|   | BRA | KP    | Freitas     |
|   | BRA | KP    | Kassio      |
|   | BRA | KP    | Junior Xuxa |
|   | BRA | KP    | Peter       |
|   | BRA | CS    | Warley      |
|   | BRA | CS    | Eduardo     |
|   | BRA | CS    | Fabiano     |